# Čarky
Il Čarky (in russo Чаркы?) è un fiume della Russia siberiana orientale (Repubblica Autonoma della Sacha-Jacuzia), affluente di destra della Adyča (bacino idrografico della Jana).
Nasce dal sistema montuoso dei monti Čerskij, dal versante meridionale della catena dei monti Onelskij e scorre nella valle scavata fra i monti Borong e i monti del Čibagalach. Sfocia nell'Adyča a 338 km dalla foce.
Il fiume congela, ogni anno, dai primi di ottobre alla fine di maggio.